# 首尾の松
首尾の松（しゅびのまつ）は、隅田川西岸の、東京都台東区浅草蔵前に生育している松。

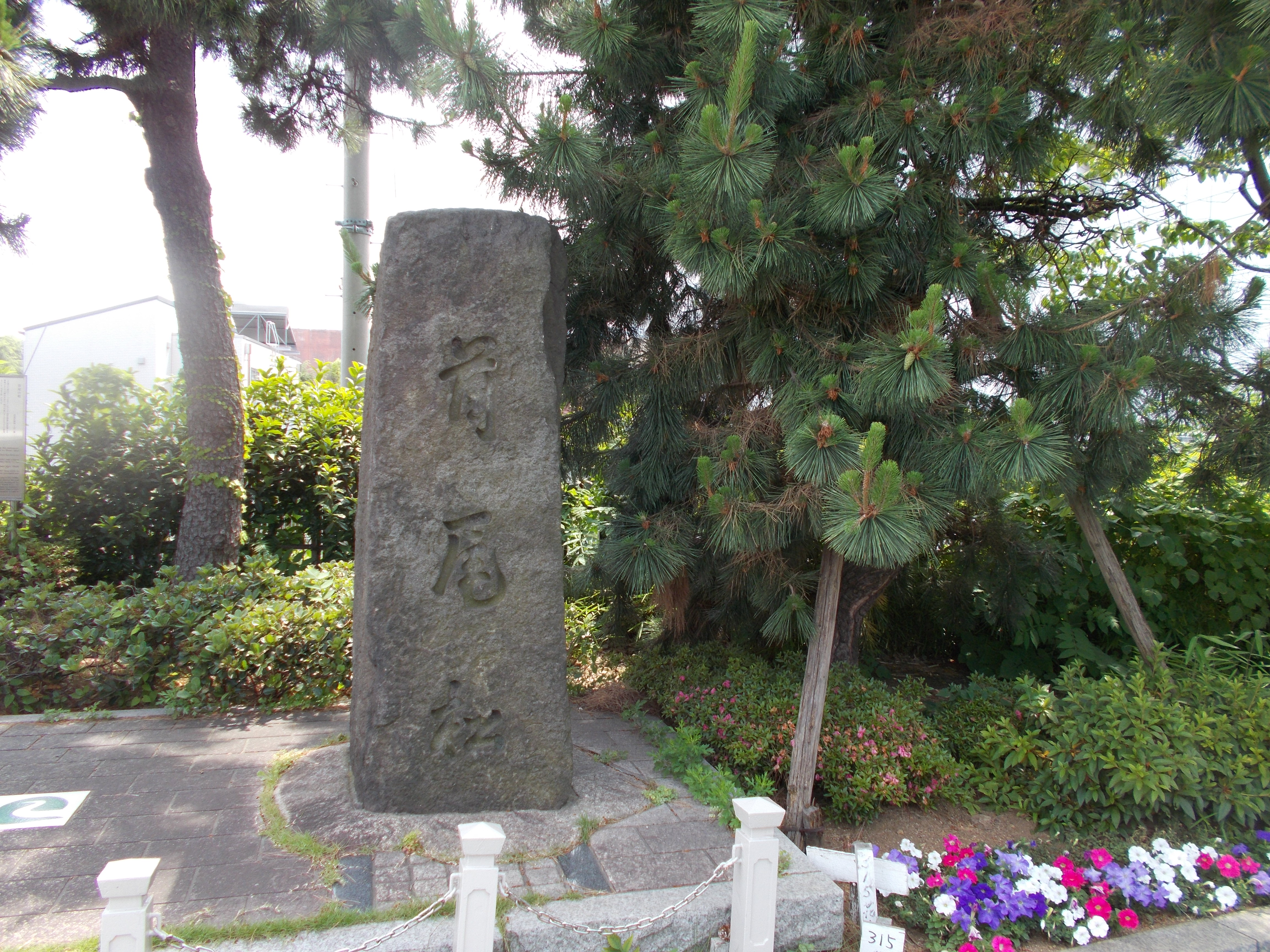
首尾の松（2017年6月撮影）

## 概要

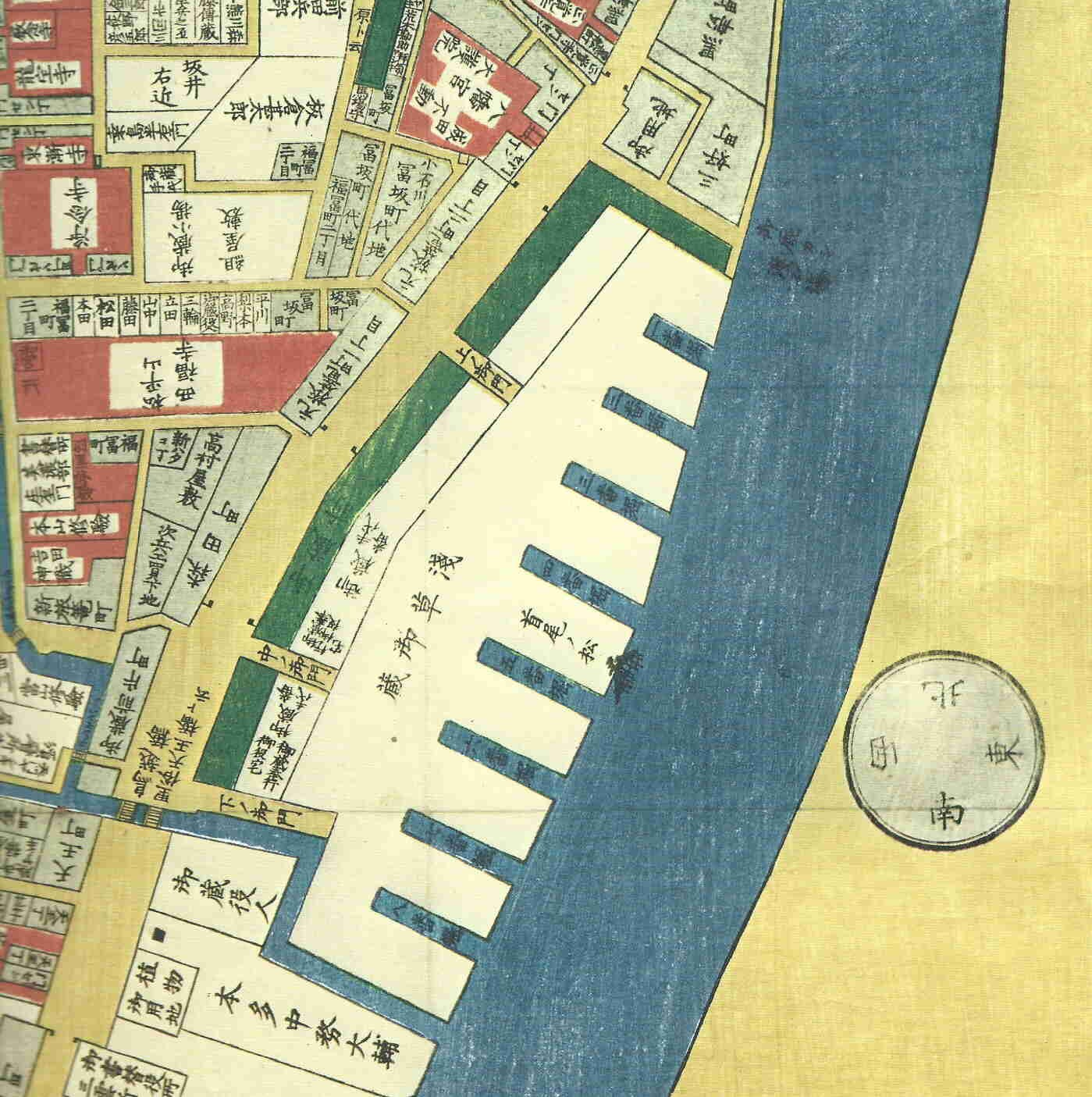
浅草御蔵（「江戸切絵図」のうち「東都浅草図」）

柳橋の舟宿から猪牙舟に乗って大川（隅田川）へ出て、山谷（吉原遊廓方面）へ向かったところにある、川面に枝をつき出した松をこう呼んだ。
御蔵の四番堀と五番堀の間にあり、江戸の名所を記した案内記『江戸名所花暦』では
とある。名前の由来は、
- 吉原帰りの客がこの松の生えている場所で舟を泊め、今宵の遊女との首尾を語り合ったことから[3]。
- これから吉原へ向かう人々がここで首尾を祈った[4]。または、「首尾を果たす松」としゃれて験を担ぎ、ここから舟で吉原へ向かった[5]。
- 松のある辺りに屋根舟を舫いつけ、何か用事をこしらえた船頭が陸に上がっている間に、客が一緒に乗った芸者などと「しっぽり首尾をする」ことから[1]。
- 舟で吉原から帰る際に、この松のある場所で明け方を迎えれば首尾もよいことから[1]。

など、諸説ある。
- 「十をばかり水をこぢると松に成り」 - 柳橋の舟宿から猪牙舟に乗って大川（隅田川）へ出ると、左岸の御蔵に首尾の松が見えたことを詠んだ歌。「こぢる」は艪を押すこと[6]。
- 「名木は水の中から枝を出し」 - 松が河面へ枝を張り出していたことを詠んだ歌[6]。

といった川柳も作られた。

## 松の変遷
初代の松は、安永年間に風で倒れ、2代目は安政年間に折れた。
3代目の松は明治の末に枯れ、4代目は戦災で失われた。
蔵前1丁目3番地の蔵前橋畔南側にある松は7代目（1999年3月時点）で、江戸時代に生えていた場所よりも約100メートル川上にある。

## 歌川広重の浮世絵

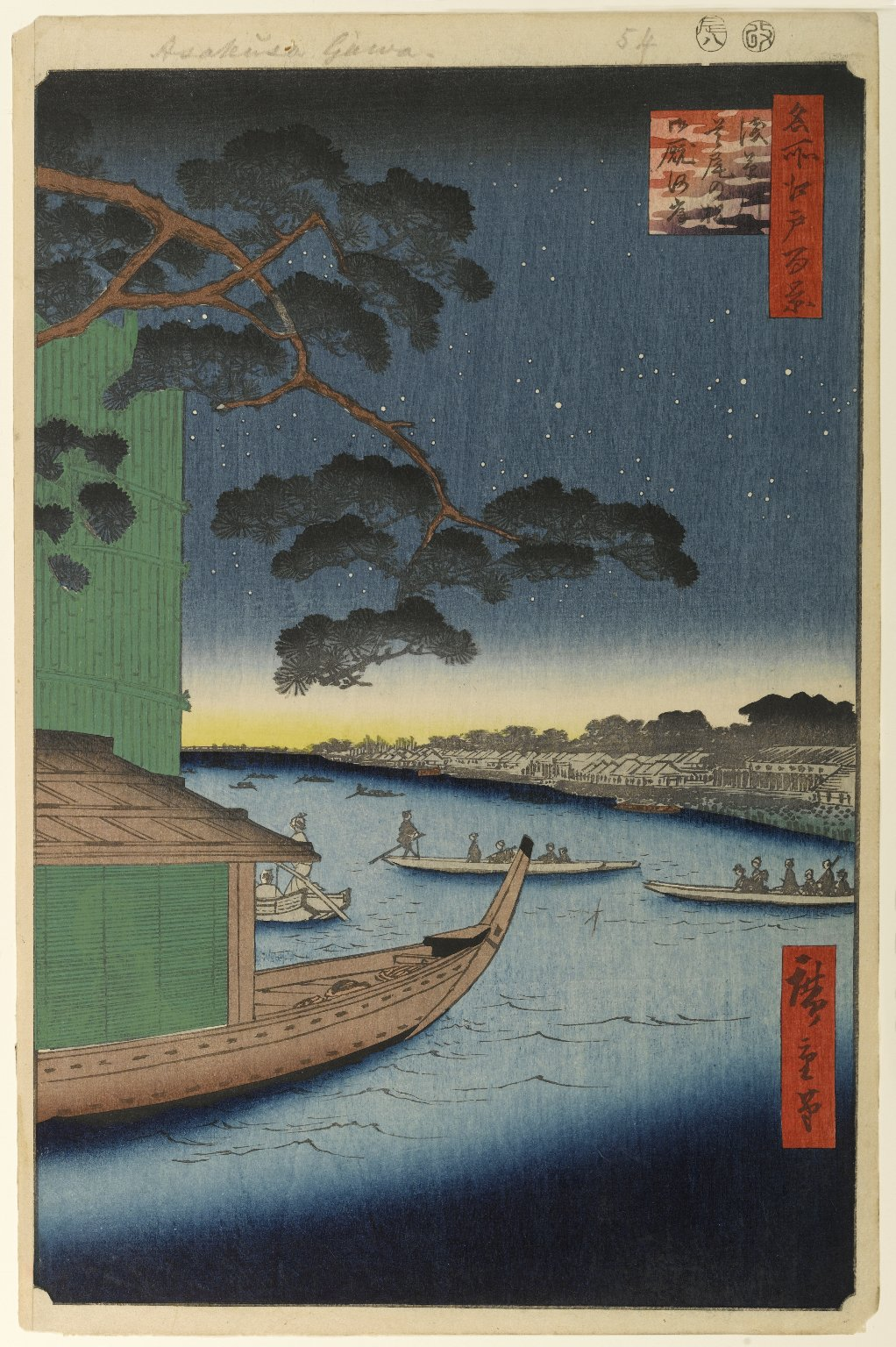
歌川広重画『名所江戸百景 浅草川首尾の松 御厩河岸』

歌川広重の浮世絵『名所江戸百景』にも描かれている。この絵の右に描かれているのが平戸新田藩の松浦氏の屋敷で、その先にある椎の木の森は「嬉の森（うれしのもり）」と呼ばれる。